# István Bank
István Bank (ur. 14 kwietnia 1984 w Kaposvárze) – węgierski piłkarz, występujący na pozycji pomocnika.